# Trilobiter
Trilobiter är en utdöd havslevande djurgrupp som levde under tidsperioderna som sträckte sig emellan Kambrium och Perm (för ca 520–250 miljoner år sedan), alltså i nästan 300 miljoner år. De enda spåren av trilobiter som finns i dag är fossil och spårfossil. Trilobiterna tillhörde leddjuren och var en mycket artrik grupp: det finns omkring 4 500 släkten beskrivna med uppskattningsvis 50 000 arter. Sannolikt är detta aningen för många, antalet kommer antagligen att minska med ny forskning.
Trilobiter är viktiga zonfossil och används för att datera bland annat kambriska bergarter.

## Morfologi

En trilobit delas upp i tre olika kroppssegment.

En trilobit har fått sitt namn av att ryggsidans skal är indelat i tre lober, en välvd mittlob (rachis) och två sidolober (pleurallober), en på vardera sidan. Kroppen delas också upp i tre olika kroppssegment: cephalon, thorax och pygidium. Cephalon är trilobitens huvud och sitter längst fram. Dess mittdel är försedd med fåror och kallas glabella. Fårorna motsvaras av utskott (apodemer) på insidan av skalet, vilka fungerat som muskelfästen. På sidan av glabellan sitter kinderna där trilobiternas fasettögon vanligen var placerade. Vissa arter, särskilt de mindre, hade mycket stora ögon medan andra hade ögonen nästan helt tillbakabildade. Arter med dåligt utvecklade ögon levde förmodligen på så stort djup att solljuset inte nådde ner till dem. Kinden var hos de flesta arter delad av en facialsutur, utifrån vilken skelettet öppnade sig vid hudömsning.
Här hittar man även på dess undersida hypostomet.
Thorax utgör mellankroppen och består av ett antal segment, mellan 2 och 61, varje med ett benpar. Det främsta utgörs av ett par ledade antenner, därefter följer de tvågrenade benen. Det inre benparet är ofta format som ett gångben medan det yttre är fjäderliknande och kan ha fungerat som gräv- eller simorgan. Bevarade extremiteter är mycket sällsynta och det dröjde till 1970-talet innan man med röntgenteknik började kunna få en bild av dessa delar av trilobiterna. Hittills är bevarade benrester endast kända från ett 10-tal arter.
Pygidium är trilobitens stjärtdel. Det är av varierad storlek beroende på vilken art trilobit det handlar om.
Vid fossila utgrävningar är det främst exoskelett man påträffar, som ofta är i inkomplett skick. I vissa specifika Lagerstätte kan mjukdelar av trilobiter hittas, som gälar, ben, muskulatur eller inre organ, vilket kan ge en tydligare bild av trilobiternas inre morfologi. Eftersom understammen trilobiter består av 10 upptäckta ordningar och omkring 5000 släkten, är det svårt att ge en korrekt morfologisk beskrivning av alla släkten. 
Hos cirka 21 arter har man påträffat fossila rester av vad som var mjuk vävnad när djuret levde. Bland annat mag- och tarmkanalen har bevarats hos vissa arter och visar att trilobiterna var tandlösa. Deras mundelar var placerade framför de främre extremiteterna vid cephalon. En kort matstrupe var kopplad till munnen och ledde ner föda till magen som var placerad framför munnen, vid glabella. Det är mycket möjligt att trilobiter använde frambenen till att fösa födan mot munnen.  
Djuren hade långa, laterala muskler som sträckte sig från cephalon till mitten av pydigium.  

## Paleobiologi
Trilobiternas levnadsstrategier var mycket olika. Det fanns arter som kunde simma medan andra kröp omkring på havsbotten. Vissa former kunde även gräva ned sig i bottensedimentet. Gemensamt för samtliga arter är att alla hade en akvatisk livsstil. Vissa arter fanns på djupt vatten medan andra levde i grunda havsvikar. Trilobiter påträffas i sten där andra marina arter som urtida koraller och brachiopoder förekommer. 
Det förekommer fossila bevis för att vissa arter skulle kunna ha tillbringat korta perioder på land. Deras trakésystem var anpassat för mer syrerika miljöer. Enligt fossil skulle trilobiter redan ha kunnat tillbringa korta perioder på land för ca 540 miljoner år sedan, under den kambriska explosionen.
Man har idag påträffat fossil av larver som kan klarlägga utvecklingen hos en del arter. Larverna var ofta mycket små, ungefär 1 millimeter långa och flöt fritt i vattnet. Under en serie hudömsningar utvecklades trilobitens kroppssegment efterhand, dess slutliga stadium inföll då alla mellankroppssegmenten var utvecklade.

## Utdöende
Det är fortfarande något oklart om varför trilobiterna dog ut. Utdöendeprocessen pågick under en längre tid. Emellan de geologiska perioder som trilobiterna levde, skedde flera omfattande massutdöenden men de följdes även av återhämtning och diversifieringar av nya arter. Trilobiter var en framgångsrik djurgrupp som fanns på jorden i ca 300 miljoner år. Det slutgiltiga utdöendet skedde i slutet av Perm, under Perm-trias-utdöendet. Det var det största massutdöendet i jordens historia och det är mycket troligt att trilobiterna dog ut på grund av att levnadsvillkoren på jorden blev mycket hårda av flera anledningar.

## Nutida släktingar
Trilobiter har inga nu levande släktingar. Dolksvans är ett primitivt leddjur som till utseendet påminner något om trilobiterna. Dock är dolksvansarna och trilobiterna inte nära släkt med varandra. Dolksvansarna räknas till klassen merostomata, som även innefattar de numera utdöda havsskorpionerna. Merostomata räknas tillsammans med spindeldjuren och havsspindlarna till gruppen palpkäkar (Chelicerata). Trilobiterna tillhör en helt egen klass, Trilobita, som idag är helt utdöd. Troligen har trilobiterna och palpkäkarna en gemensam förfader, så att trilobiterna och cheliceraterna är systergrupper inom gruppen Arachnomorpha, men trilobiternas ursprung är fortfarande dåligt känt.

### Fotnoter
1. ↑  Sepkoski, J.J. Jr. 2002. A compendium of fossil marine animal genera. D.J. Jablonski & M.L. Foote (eds.). Bulletins of American Paleontology 363: 1–560.
2. ↑  Jell, P.A. & J.M. Adrain 2003. Available generic names for trilobites
3. ↑  Hüseyin Özdikmen (2006), "Nomenclatural changes for fourteen Trilobites genera"
4. 1 2 3  Nationalencyklopedin multimedia plus, 2000 (uppslagsord Trilobiter)
5. ↑  ”Trilobites ventured beyond the ocean” (på engelska). Nature 505 (7483):  sid. 264–265. 2014-01. doi:10.1038/505264e. ISSN 1476-4687. https://www.nature.com/articles/505264e. Läst 26 juli 2020.
6. ↑  ”Horseshoe crabs are one of nature's great survivors” (på engelska). phys.org. https://phys.org/news/2012-01-horseshoe-crabs-nature-great-survivors.html. Läst 8 juli 2020.
7. ↑  Sam Gon III. ”Trilobite Classification”. Arkiverad från originalet den 9 november 2020. https://web.archive.org/web/20201109004519/http://www.trilobites.info/triloclass.htm#trilobites. Läst 20 juli 2020.
8. ↑  Sam Gon III. ”Origins of Trilobites”. http://www.trilobites.info/origins.htm.